# Добролево
Добролево е село в Северозападна България. То се намира в община Борован, област Враца.

## География
Добролѐво се намира в Северозападна България, на 40 км северно от гр. Враца, южно на 30 км от гр.Козлодуй и 35 км от гр. Оряхово. То е едно от съставните села на община Борован. Край него минава път Е-79 - Враца-Оряхово. Разположено е в китна долина на двата бряга на Барата, малка рекичка, която се влива в р. Бързица.

## История
Останки от праисторическо селище от бронзовата епоха се намират по левия бряг на Долната бара, открити са находки на голямо тракийско селище през желязната епоха, което е продължило съществуването си и през късноримската епоха. Доказателство за това е откритата засводена грънчарска пещ, пълна с изпечени глинени съдове, работени в края на IV в. В района на м. Уловица има открити и няколко тракийски надгробни могили.
Селото датира със същото име още в края на XIV в.
Църквата „Св. св. Кирил и Методий“ е построена в 1872 година. В нея работи дебърският майстор Велко Илиев.

## Население
Преброяване на населението през 2011 г.
Численост и дял на етническите групи според преброяването на населението през 2011 г.:
|                     | Численост | Дял (в %) |
| Общо                | 865       | 100,00    |
| Българи             | 744       | 86,01     |
| Турци               | 0         | 0,00      |
| Цигани              | 40        | 4,62      |
| Други               | 4         | 0,46      |
| Не се самоопределят | 3         | 0,34      |
| Неотговорили        | 74        | 8,55      |

## Редовни събития
Хората от селото ежегодно празнуват събора на селото – 27 октомври.